# Fator VII

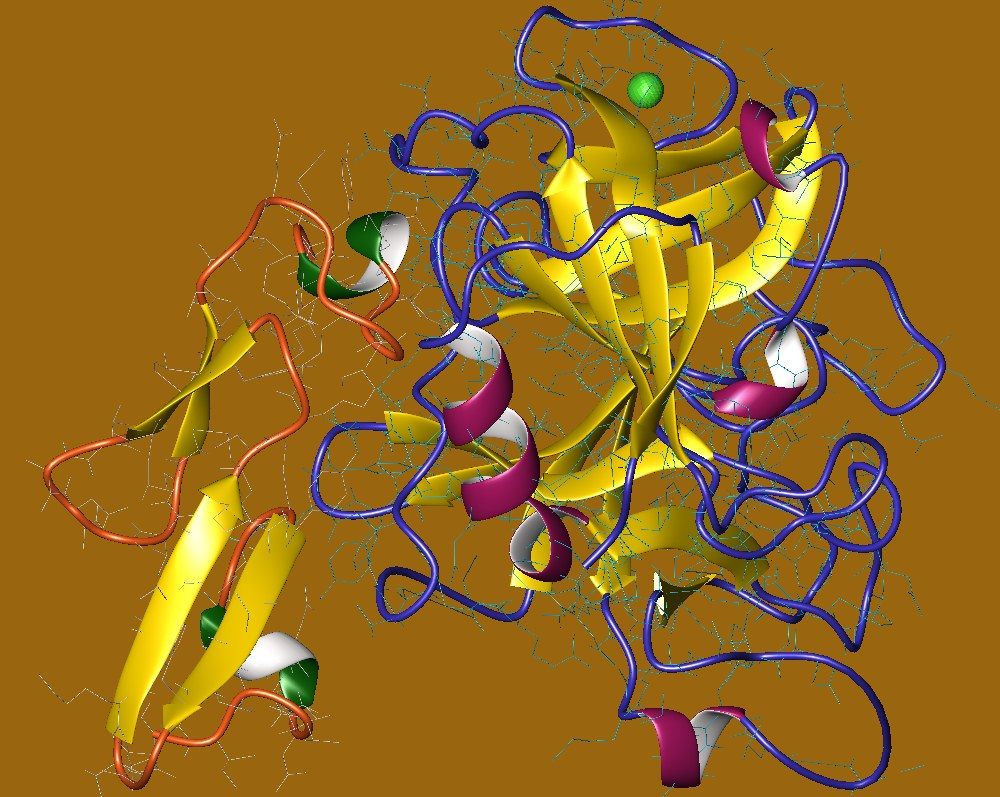
Fator VIIa heterodimer, Human.

O Fator VII (formalmente conhecido como proconvertina) é uma das principais proteínas da cascata de coagulação. É uma enzima da classe da serina protease.